# Карауилтобинський сільський округ
Карауилтоби́нський сільський округ (каз. Қарауылтөбе ауылдық округі, рос. Карауылтобинский сельский округ) — адміністративна одиниця у складі Акжаїцького району Західноказахстанської області Казахстану. Адміністративний центр та єдиний населений пункт — село Карауилтобе.
Населення — 1376 осіб (2021; 2137 у 2009, 2862 у 1999, 2916 у 1989).
Станом на 1989 рік існувала Караултобинська сільська рада (села Експедиція, Жиланди, Караултобе, Кизилжар) колишнього Тайпацького району, село Кириккудук перебувало у складі Сайкудуцької сільської ради. Пізніше село Кизилжар передано до складу Базартобинського сільського округу. Село Кириккудук було ліквідовано 2020 року.

## Склад
До складу округу входять такі населені пункти:
| Населений пункт   | Старі назви | Населення, осіб (1989) | Населення, осіб (1999) | Населення, осіб (2009) | Населення, осіб (2021) |
| ----------------- | ----------- | ---------------------- | ---------------------- | ---------------------- | ---------------------- |
| Експедиція, село  | -           | 215                    | -                      | -                      | -                      |
| Жиланди, село     | -           | 335                    | 271                    | -                      | -                      |
| Карауилтобе, село | Караултобе  | 1983                   | 2380                   | 1992                   | 1376                   |
| Кириккудук, село  | Кримкудук   | 383                    | 211                    | 145                    | -                      |